# Bućki II
Bućki II (biał. Будзькі; ros. Будьки) – dawniej wieś. Obecnie część wsi Bućki na Białorusi, w obwodzie mińskim, w rejonie wilejskim, w sielsowiecie Chocieńczyce.
Dawniej używane nazwy – Bućki II, Budźki II.

## Historia
W czasach zaborów wieś w powiecie wilejskim, w guberni wileńskiej Imperium Rosyjskiego.
W latach 1921–1945 wieś leżała w Polsce, w województwie wileńskim, w powiecie wilejskim, w gminie Chocieńczyce.
Według Powszechnego Spisu Ludności z 1921 roku wsie Bućki I i Bućki II zamieszkiwało 212 osób, 166 było wyznania rzymskokatolickiego a 46 prawosławnego. Jednocześnie 175 mieszkańców zadeklarowało polską, 36 białoruską a 1 rosyjską przynależność narodową. Były tu 34 budynki mieszkalne. W 1931 Bućki II w 18 domach zamieszkiwało 98 osób.
Wierni należeli do parafii rzymskokatolickiej w Radoszkowicach i prawosławnej w Chocieńczycach. Miejscowość podlegała pod Sąd Grodzki w Ilji i Okręgowy w Wilnie; właściwy urząd pocztowy mieścił się w Chocieńczycach.
W wyniku napaści ZSRR na Polskę we wrześniu 1939 miejscowość znalazła się pod okupacją sowiecką. 2 listopada została włączona do Białoruskiej SRR. Od czerwca 1941 roku pod okupacją niemiecką. W 1944 miejscowość została ponownie zajęta przez wojska sowieckie i włączona do Białoruskiej SRR.
Od 1991 w składzie niepodległej Białorusi.